# Duncan Jones
Duncan Zowie Haywood Jones, född 30 maj 1971 i Bromley i London, är en brittisk regissör, filmproducent och manusförfattare. Han är mest känd för sin kritikerrosade film Moon (2009). Han är son till David Bowie och Angela Barnett.

## Uppväxt
Jones är enda barnet från äktenskapet mellan David Bowie och hans första fru Angela Barnett. Han föddes när fadern höll på med albumet Hunky Dory och hans födelse ska ha inspirerat Bowie att skriva låten "Kooks".
Jones flyttade runt mycket som barn och bodde bland annat i Berlin, London och Vevey i Schweiz där han gick de första två åren i grundskolan. När hans föräldrar skilde sig 1980 fick David Bowie vårdnaden om Jones, som då hette Zowie i förnamn. Han besökte sin mor fram till dess att han sade upp kontakten med henne vid tretton års ålder. De har än idag ingen kontakt med varandra.
1995 tog Jones en kandidatexamen i filosofi vid College of Wooster. Han började doktorera vid Vanderbilt University i Tennessee, men bytte doktorandtjänsten för en tvåårig regissörsutbildning vid London Film School.

## Filmografi
| År   | Titel       | Roll                   | Övrigt |
| ---- | ----------- | ---------------------- | --- |
| 2003 | Whistle     | Manus, regi, producent | Kortfilm |
| 2009 | Moon        | Manus, regi            | BAFTA Award for Outstanding Debut by a British Writer, Director or Producer BIFA Douglas Hickox Award Grand Prize of European Fantasy Film in Gold Fantastic'Arts Jury Prize Fantastic'Arts Special Prize Hugo Award for Best Dramatic Presentation – Long Form ALFS Award for British Director of the Year NBR Award for Best Directorial Debut Writers' Guild of Great Britain Award for Best First Feature-Length Film Screenplay Nominerad – BAFTA Award for Outstanding British Film Nominerad – BIFA Award for Best Director Nominerad – Chicago Film Critics Association Award for Most Promising Fillmmaker Nominerad – Evening Standard British Film Award for Most Promising Newcomer Nominerad – Gaudí Award for Best European Film Nominerad – ALFS Award for British Director of the Year |
| 2011 | Source Code | Regi                   | Nominerad – Bradbury Award Nominerad – Hugo Award for Best Dramatic Presentation, Long Form |
| 2016 | Warcraft    | Co-writer, regi        | |
| 2017 | Mute        | Co-writer, regi        | |